# Sidastrum tehuacanum
Sidastrum tehuacanum är en malvaväxtart som först beskrevs av Townshend Stith Brandegee, och fick sitt nu gällande namn av P.A. Fryxell. Sidastrum tehuacanum ingår i släktet Sidastrum och familjen malvaväxter. Inga underarter finns listade i Catalogue of Life.